# Nederfrankisch
Nederfrankisch is een vooral in de historische taalkunde en dialectologie gebruikte verzamelnaam voor een aantal West-Germaanse taalvariëteiten. Het Nederfrankisch wordt traditioneel zelf weer onderverdeeld in zes hoofddialecten: het Zeeuws, Hollands, Vlaams, Brabants, Limburgs en Kleverlands. Het Standaardnederlands en het Afrikaans hebben voor het overgrote deel een Nederfrankische basis.
De term "Nederfrankisch" wordt daarnaast gebruikt als benaming voor een van de vijf hoofdgroepen waarin het West-Germaans onderverdeeld wordt, naast het Engels, Fries, Nedersaksisch (Nederduits) en Duits (Hoogduits). In Engelstalige publicaties wordt naast de directe vertaling Low Frankish / Low Franconian ook wel de term Netherlandic gebruikt.

## Specifiekere betekenissen

### Historische taalkunde
Binnen de historische taalkunde wordt de term "Oudnederfrankisch" gebruikt als synoniem van "Oudnederlands". In sommige publicaties wordt de benaming "Nederfrankisch" daarnaast gebruikt voor de meer landinwaarts gesproken taal van de Franken, die samen met een meer op het Noordzeegermaans gebaseerd kustdialect een van de twee directe voorlopers van het Oudnederlands vormde. Voor het aanduiden van de middel-, vroegmoderne en eigentijdse periodiseringen is het begrip Nederfrankisch daarentegen niet gangbaar; men spreekt dan van het Middelnederlands, Vroegnieuwnederlands en Nieuwnederlands.
Binnen het Oudnederlands als geheel wordt onderscheid gemaakt tussen de Oudwestnederfrankische (Vlaams, Zeeuws, Hollands, Brabants) en Oudoostfrankische (Limburgs, Kleverlands) dialecten, waarbij enerzijds de begrippen Oudwestnederfrankisch en Oudwestnederlands en anderzijds de begrippen Oudoostfrankisch en Oudoostnederlands als synoniemen gelden. De differentiatie tussen deze nauw verwante ondergroepen is gebaseerd op een vroegmiddeleeuwse taalontwikkeling waarbij de Oudoostfrankische taalvariëteiten enkele kenmerken van het Duits overnamen.
Het begrip Oostnederfrankisch wordt binnen de hedendaagse Nederlandstalige dialectologie echter ook gebruikt voor de dialectgroep die in de Duitstalige vakliteratuur doorgaans Zuidnederfrankisch genoemd wordt. Voor taalkundigen in Nederland en België is deze taalgroep min of meer synoniem met "Limburgs", in Duitsland wordt deze laatste term door de sprekers van de betreffende taalvariëteiten niet gebruikt.

### Als synoniem van "Nederlands"
Doordat het merendeel van de Nederfrankische taalvariëteiten heden ten dage door de daktaal Standaardnederlands overkoepeld wordt, terwijl daarnaast het Standaardnederlands zelf voor het overgrote deel zijn oorsprong heeft in de Nederfrankische hoofddialecten (en dan met name het Vlaams, Hollands en Brabants), worden de termen Nederfrankisch en Nederlands in de praktijk regelmatig door elkaar heen gebruikt.
Aan het begrip Nederlands kunnen echter ook alternatieve betekenissen worden gegeven, die slechts deels met het Nederfrankisch overlappen. Zo bestaan er alternatieve taal-sociologische definities van "het Nederlands", waarbij ook bepaalde dialecten worden inbegrepen die taalgenetisch gezien geen Nederfrankische variëteiten zijn, zoals het Achterhoeks (wat een vorm is van Nedersaksisch) en het Kerkraads (dat taalkundig tot het Ripuarisch behoort). Daarnaast worden in kleine delen van het uiterste westen van Duitsland Nederfrankische dialecten gesproken – zoals het Kleverlands – die door de sprekers, sinds de 19e eeuw, taal-sociologisch weer als Duitse dialecten worden gezien.

## Geschiedenis
Algemeen wordt aangenomen dat de Nederfrankische taalvariëteiten zich hoofdzakelijk hebben ontwikkeld uit een slechts zeer fragmentarisch overgeleverde taal, die het Oudfrankisch wordt genoemd. Het Oudfrankisch zelf is op zijn beurt voortgekomen uit het Rijn-Wezer-Germaans dat rond het begin van de eerste eeuw rondom de monding en toeloop van de Rijn gesproken zou zijn.
Het latere Nederlandse taalgebied wordt ten tijde van de late oudheid gekenmerkt door een binnenland dat sinds de 4e eeuw gedomineerd wordt door Rijn-Wezer-Germaanse dialecten (het latere Oudfrankisch) en een kuststrook die voornamelijk wordt bewoond door sprekers van Noordzeegermaanse dialecten, nauw verwant aan het latere Fries. Onder invloed van sterke politieke en economische interactie tussen beide gebieden ontstaat, gedurende de 5e tot 8ste eeuw, uit deze twee dialectgroepen het Oudnederlands, waarbij de Frankische component het sterkst vertegenwoordigd is. Alle West-Germaanse dialecten die hun oorsprong herleiden tot deze dialectgroep, worden taalkundig als "Nederfrankisch" geclassificeerd.

## Classificatie
- Indo-Europees
  - Germaans
    - West-Germaans
      - Nederfrankisch

## Hoofdkenmerken

Het Nederfrankische taalgebied

De positie van het Nederfrankisch binnen het Westgermaanse taallandschap kan omschreven worden als een conservatieve middenpositie. De Nederfrankische taalvariëteiten hebben in het algemeen niet deelgenomen aan de Tweede Germaanse klankverschuiving. Tegelijkertijd zijn Noordzee-Germaanse kenmerken – typerend voor het Engels, Fries en (in mindere mate) het Oudsaksisch – in het Nederfrankisch relatief beperkt aanwezig.
De taalkundige afbakening tussen de Nederfrankische variëteiten en de Nedersaksische en Middelfrankische (Duitse) dialecten wordt gevormd door verschillende isoglossen, waarbij de eenheids-pluralislijn traditioneel als de taalgrens met het Nedersaksisch, en de Benrather linie als die tussen het Nederfrankisch en het Duits (specifiek Middelfrankisch) geldt.
Deze grenzen zijn echter niet absoluut. Zo vertonen overgangsdialecten als het Veluws veel kenmerken van zowel de Nedersaksische grondvorm als van het nauw verwante Nederfrankisch. Ook heeft het Zuid-Nederfrankisch wel gedeeltelijk meegedaan aan de Tweede Germaanse klankverschuiving. Omdat het hier echter verschijnselen betreft, die in de Hoge Middeleeuwen vanuit het Duitse taalgebied met de zogeheten Keulse expansie werden geïntroduceerd en in het Oudoostnederfrankisch nog niet voorkwamen, heeft dit traditioneel geen consequenties voor de classificering van deze variëteiten als Nederfrankisch.

## Taalgebied
Nederfrankische variëteiten worden vooral gesproken in het zuiden en westen van Nederland, in Vlaanderen en in het uiterste westen van Duitsland: specifiek de regio Nederrijn, ten noorden van de lijn Aken-Düsseldorf.
In Afrika wordt Laagfrankisch grotendeels gesproken in de vorm van Afrikaans, tenminste in Zuid-Afrika en Namibië. In Amerika, Suriname en het Caribische deel van het Koninkrijk der Nederlanden wordt het Nederlands gesproken.

## Overgangsgebieden

### Nederfrankisch en Nedersaksisch
In Duitsland en Nederland vormt de eenheids-pluralislijn de isoglosse tussen de Nederfrankische dialecten ten westen van deze isoglosse en de Nedersaksische dialecten – zoals het Westfaals – ten oosten ervan.
In de vroege historisch-taalkundige literatuur werd het Veluws nog ingedeeld bij het Nederfrankisch, maar later is men dit tot de Nedersaksische variëteiten gaan rekenen.

### Nederfrankisch en Hoogduits
Het noordelijke Rijnland wordt als overgangsgebied gezien tussen de Nederlandse (Nederfrankische) en Duitse (Hoogduitse) dialecten. De Benrather Linie geldt als zuidelijke grenslijn van het Nederfrankisch, hoewel Ripuarische invloeden zich over deze grens naar het noorden in het Nederfrankisch uitstrekken.
Het Zuid-Nederfrankisch wordt ten oosten van de Rijn gesproken tot in het district Mettmann, Düsseldorf, Solingen en Remscheid. In de meeste Limburgse dialecten (alles ten zuiden/oosten van de Uerdinger linie en het mich-kwartier) zijn tijdens de Keulse expansie delen van de Hoogduitse klankverschuiving doorgedrongen. Het Limburgs wordt daarom soms ook gezien als een groep van overgangsdialecten tussen het Nederfrankisch en Middelfrankisch (deze laatste groep omvat onder meer het Ripuarisch), vooral door taalkundigen uit de 19e eeuw. In oudere literatuur over dit onderwerp werd het Zuid-Nederfrankisch om dezelfde reden ook wel tot het Middelduits gerekend.
Het Zuidoost-Limburgs behoort tot het Middelduits (Middelfrankisch, Ripuarisch) van Aken en omgeving. In dit dialect zijn tevens invloeden van het Frans aan te wijzen, met name in zinsconstructie.

## Terminologie in de Duitse taalkunde

Rheinmaasländisch zoals gedefinieerd door Arend Mihm.

Het taalgebied in Duitsland waarin diverse Nederfrankische dialecten worden gesproken, wordt in de filologie soms aangeduid als Rheinmaasländisch/Rhein-Maasländisch (Nederlands: Rijn-Maaslands of Maas-Rijnlands). Ook het Limburgs (Duits: Südniederfränkisch) wordt dan soms onder deze noemer gebracht.

## Invloed van de daktaal
De Nederfrankische streektalen staan onder druk van de talen die in hetzelfde spraakgebied als officiële taal dienstdoen en die tegelijkertijd nauw verwante talen zijn, de zogeheten daktaal (men spreekt in dit verband ook wel van de cultuurtaal). In Nederland is deze daktaal het Standaardnederlands, dat zelf grotendeels gebaseerd is op Nederfrankische taalvariëteiten. Het aantal sprekers van de meeste Nederfrankische streektalen, zoals het Zeeuws, is hierdoor gaandeweg sterk teruggelopen.